# Nules
Nules – gmina w Hiszpanii, w prowincji Castellón, w Walencji, o powierzchni 50,53 km². W 2011 roku gmina liczyła 13 636 mieszkańców.